# エスカヒル鳴門
エスカヒル・鳴門（エスカヒルなると）は、徳島県鳴門市鳴門町土佐泊浦の鳴門公園にある、観光用エスカレーターを持つ展望施設。館内のエスカレーターは有料で、長さと高低差（揚程）は建設当時日本一であった。山の中腹から頂上の展望台に至る2連4台で構成され、3分ほどで頂上まで到達することができる。鳴門観光興業が運用する。

## 施設の概説
エスカヒル・鳴門は鳴門山山頂にある展望棟と中腹にある売店棟、両棟を結ぶエスカレーターで構成されている。2棟の間の標高差は45 mあり、それを結ぶために2連4台・全長80 mのエスカレーターが建設された。このうちの1連2台は全長68 m・高低差（揚程）34 mで建設当時日本一であった。
営業時間は夏期が8時頃から17時まで、冬期が9時頃から17時までを基本としつつ冬季にメンテナンスによる休業日がある。売店には多彩な土産物があり、カフェ「パークイン」では、名物の金時芋ソフトクリーム、鳴門や四国のご当地アイスなど様々なフレーバーが楽しめるほか、阿波尾鶏コロッケなどの軽食の販売も行っている。2023年には、展望棟には「鳴門山」という会議室が設置された。展望台からは大鳴門橋の全容と鳴門海峡が見渡せ、鳴門海峡の鷹の渡りを鑑賞するスポットしても知られている。晴天時には小豆島や和歌山県まで見える。
館内
| 棟             | 階   | 施設                           |
| -------------- | ---- | ------------------------------ |
| 展望棟         | 屋上 | 360度パノラマ展望台            |
| 展望棟         | 5階  | 休業中                         |
| 展望棟         | 4階  | 鳴門山（会議室）               |
| 展望棟         | 3階  | ホール                         |
| エスカレーター |      |                                |
| 売店棟         | 2階  | 事務所                         |
| 売店棟         | 1階  | 売店（土産）、カフェパークイン |

来館者はゴールデンウィーク（5月上旬）と阿波踊りの期間（8月中旬）に最も多くなり、1日で約6千人が訪れることもある。

## エスカレーター

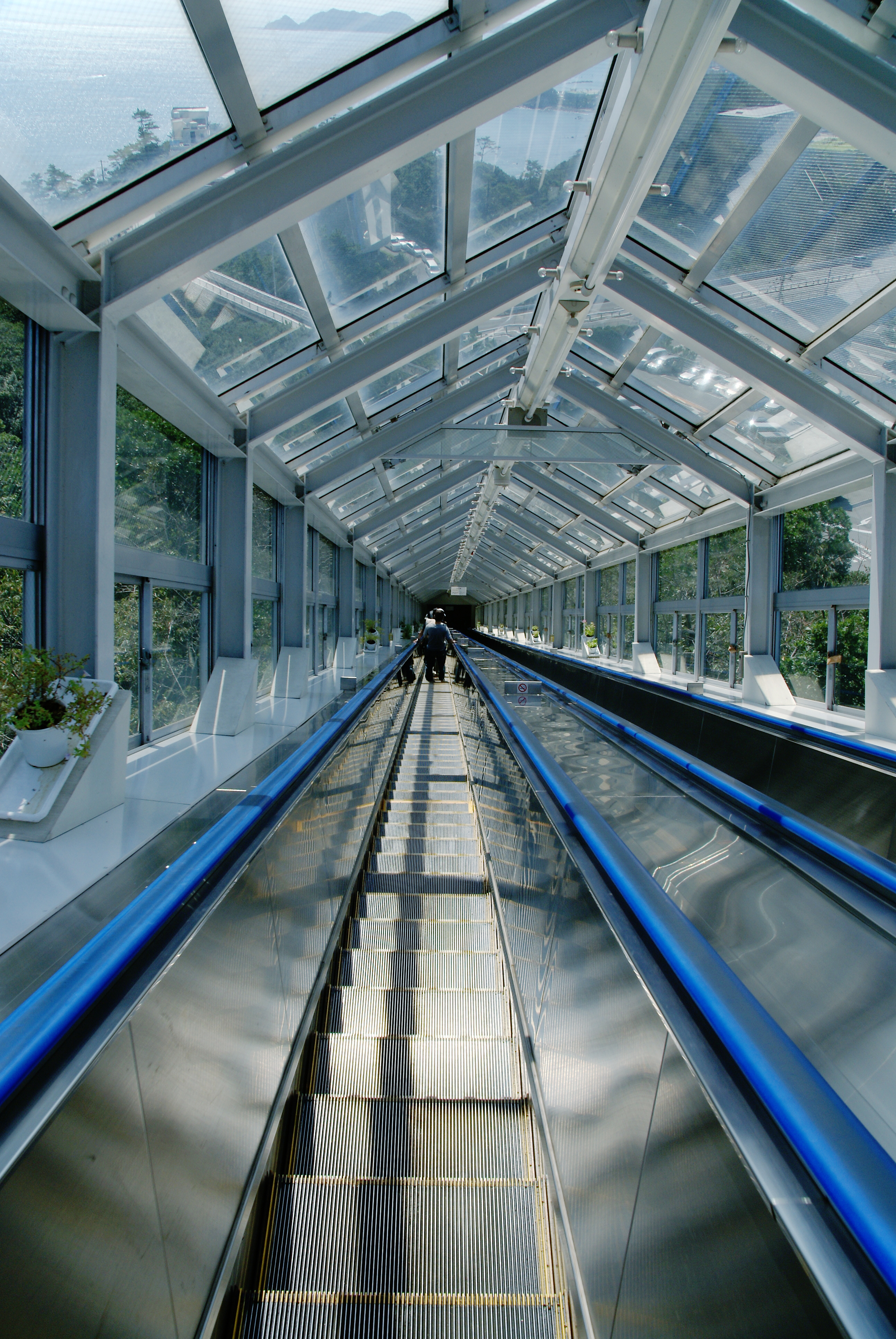
エスカヒル鳴門のエスカレーター

エスカヒル・鳴門のエスカレーターは全長68 m・高低差（揚程）34 mのものと高低差（揚程）5.75 mのものが上りと下りで2台ずつ計4台のエスカレーターでつないだもので、メーカーは日立製作所、機種はCX型。高低差34 mのものと5.75 mのものの間には踊り場がある。2台に分割されたのは、事故・故障・災害発生時への備え、高所恐怖症の人への配慮、長時間同じ姿勢で乗ることによる疲労感の緩和、保守点検が理由に挙げられる。設置検討段階では踊り場を設けず1台のエスカレーターで結ぶことや3台以上に細分することも検討していた。
エスカレーターは眺望と採光を考慮したシースルー構造を採用しており、ガラス張りの天井と壁に囲まれている。エスカレーターの両側の山にはサクラ、ツツジ、スイセンなどの花が咲き、特に春にはエスカレーターに乗りながらサクラを見られる。
海に近いため高い耐久性が求められたことと高級感を出すために、踏段や欄干などの主要素材にステンレス鋼を採用している。エスカレーターの幅は80 cm（1人乗り）、踏段の幅は60.4 cm、運転速度は30 m/分、傾斜角度は30度で、1時間に6,000人を輸送できる能力を持つ。
2018年時点の利用料金はエスカレーター往復利用で大人400円、小人100円（幼児無料）である。渦の道とのセット券もある。
駐車場と展望棟・東側中腹の千畳敷展望台（標高38m）と展望棟との間にそれぞれ「四国のみち」につながる自然遊歩道があり、上りの片道のみエスカレータを利用することもできる。

## 歴史
鳴門市の民間企業である鳴門観光興業株式会社は、昭和40年代に鳴門市の大毛島に小さなレストハウスを営んでいた。その後1969年（昭和44年）に現在の施設のある場所から鳴門山に山頂の展望台まで楽に移動できるよう、屋外リフトを建設。リフト開業以降、鳴門の渦潮を見物する観光客はリフトで山頂まで登り、そこから眺望を楽しむようになった。1985年（昭和60年）に大鳴門橋が開通すると、観光客が押し寄せリフト利用者は年間約30万人に達する。しかしながら屋外リフトでは、小さな子供や足腰に不安がある方の利用が難しいことや天候に左右されることから、バリアフリーを進めるためにエスカレーターの設置を決定した。
エスカレーターの建設地は瀬戸内海国立公園に含まれるため、環境庁（現：環境省）の建設許可を得る必要があった。これに対し徳島県や鳴門市は観光振興の見地から建設計画を支援し、鳴門観光興業株式会社は許可を得て、「瀬戸内海観光の目玉」として1988年（昭和63年）に建設を開始、1989年（平成元年）4月にエスカヒル鳴門が開業した。完成当時、エスカレーターの揚程は東京・上野駅の21.323 mを超える34 mとなり、日本一となった。

## 交通
自動車利用の場合、神戸淡路鳴門自動車道鳴門北ICから約5分、JR鳴門線鳴門駅から約15分である。駐車場は鳴門公園のもの（有料）を利用する。